# Hoʻoponopono
Hoʻoponopono (ho'oponopono, hooponopono, ho-o-pono-pono) – prastara hawajska praktyka pojednania i wybaczania. Podobne praktyki były stosowane na wyspach całego południowego Pacyfiku, wliczając Samoa, Tahiti i Nową Zelandię. Tradycyjnie, hoʻoponopono jest wykonywane przez uzdrawiającego kapłana lub kahuna lapa’au w obecności członków rodziny chorej osoby. W dzisiejszych czasach kapłana może zastąpić starszy członek rodziny lub nawet sam chory.

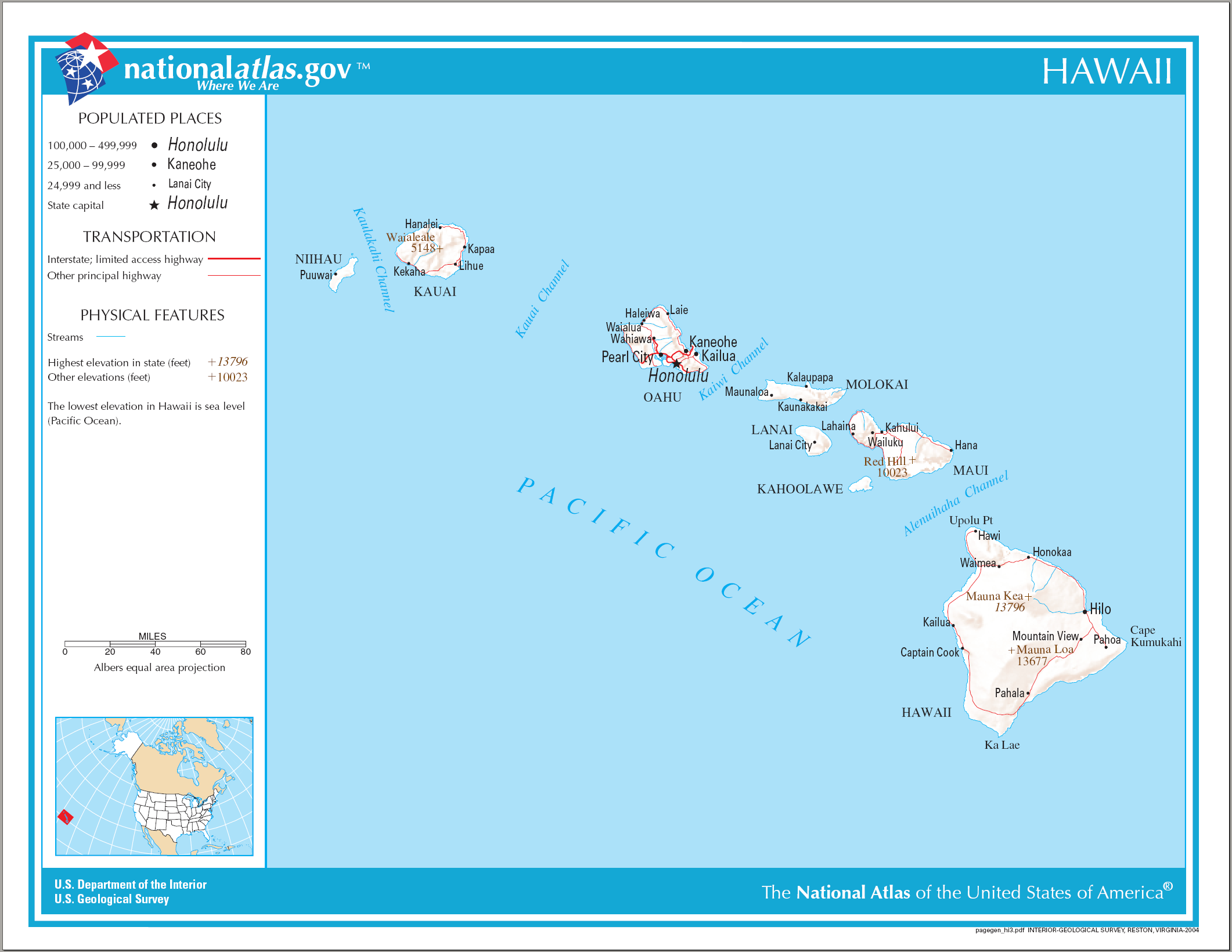
Mapa Hawajów

## Historia

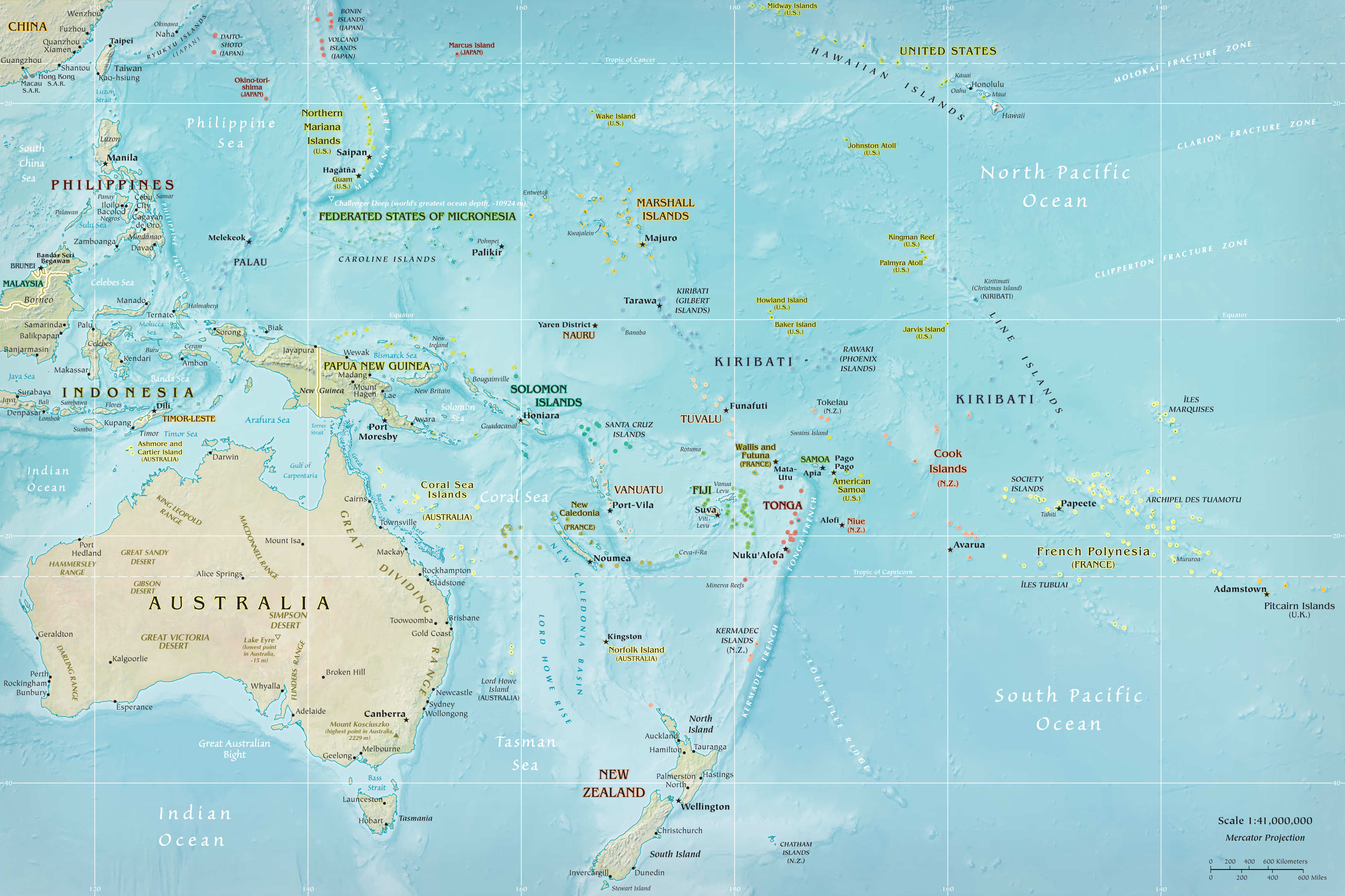
Mapa Oceanii, użyj pełnej rozdzielczości (3,89 MB) by zobaczyć wyspy polinezyjskie na wschód od Nowej Gwinei i na zachód od Wysp Wielkanocnych (Rapa Nui)

W wielu kulturach polinezyjskich wierzono, że ludzkie błędy i pomyłki (nazywane hara lub hala) powodowały choroby. Niektórzy sądzili, że błędy wywoływały gniew bogów, inni natomiast uważali, że przyciągały one nieprzyjaznych bogów. Tym niemniej wciąż wielu wierzyło, że poczucie winy spowodowane błędami sprawiało, że byli chorzy. "W większości przypadków, może być stosowany określony rytuał 'rozwiązywania problemów', aby dana osoba odpokutowała swoje błędy i w ten sposób zmniejszyła ich nagromadzanie."
Na wyspach Vanuatu na południowym Pacyfiku ludzie wierzą, że choroby są spowodowane wykroczeniem seksualnym bądź gniewem. "Jeśli gniewasz się przez dwa czy trzy dni, wywołujesz w ten sposób chorobę" – powiedział jeden z miejscowych ludzi. Spowiedź jest tu uznana za najlepszą terapię. Spowiadać może się sam pacjent lub członek rodziny. Jeśli nikt nie przyzna się do błędu, chora osoba może umrzeć. Ludność Vanuatu wierzy, iż skrytość daje chorobie siłę i jeśli błąd jest ujawniony, nie może ona zawładnąć daną osobą.
Jak wielu innych wyspiarzy, włączając Hawajczyków, ludność Tikopii z wysp Salomona i Raratogi z wysp Cooka wierzy, że winy ojca spadną na jego dzieci. Jeśli dziecko jest chore, rodzice są wówczas podejrzewani o kłótnię bądź jakieś wykroczenie. Społeczne problemy mogą zaś doprowadzić do wyjałowienia ziemi i innych katastrof. Harmonia zostaje przywrócona tylko poprzez przyznanie się do błędu i przeprosiny.
Na Pukapuka przeprowadzano dla pacjentów, pewnego rodzaju "spowiedź", by wyznaczyć dla nich właściwy program działania w celu ich wyleczenia.
Podobne tradycje odkryto na Samoa, Tahiti, i pośród Maorysów z Nowej Zelandii.

## Tradycyjne praktyki

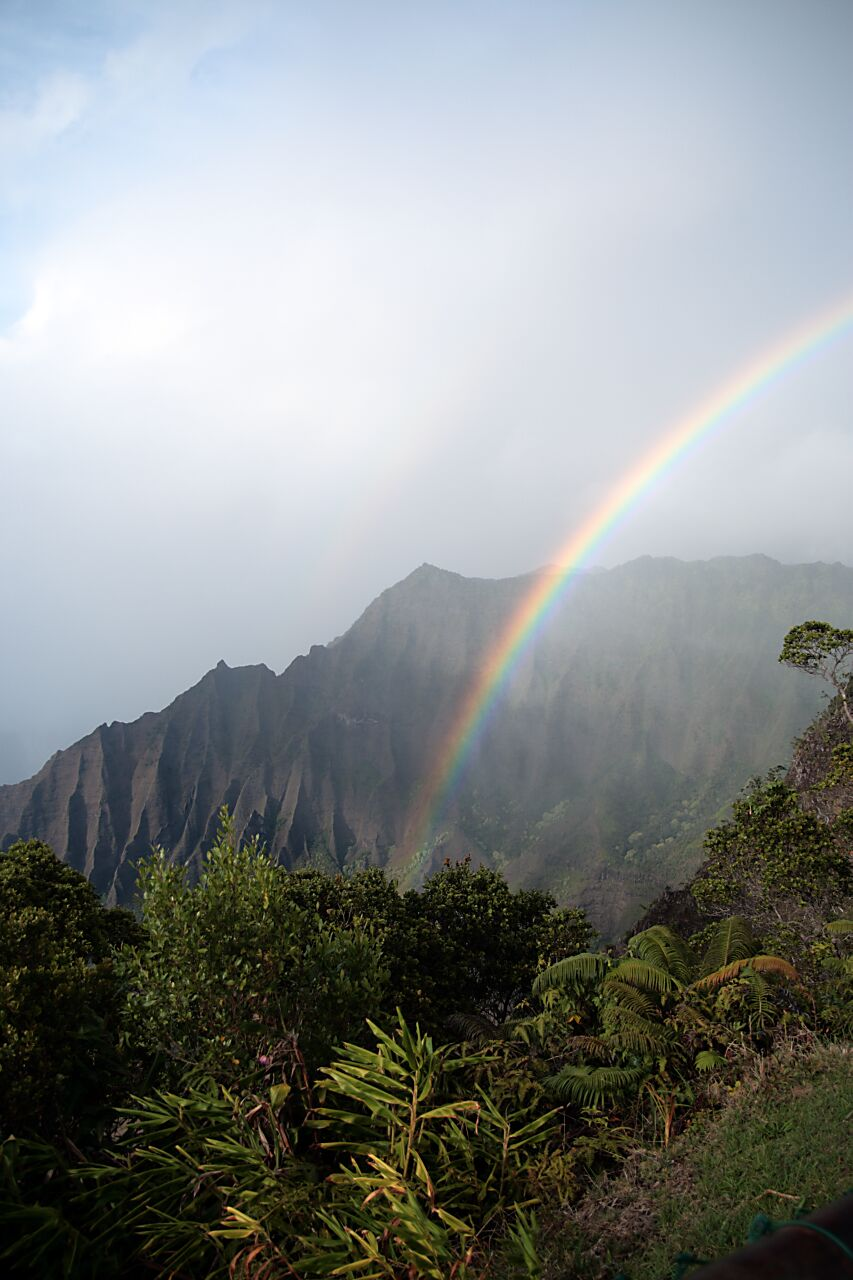
Widok na Kalalau Valley z Koke´e Sate Park, gdzie Nana Veary nauczała hoʻoponopono

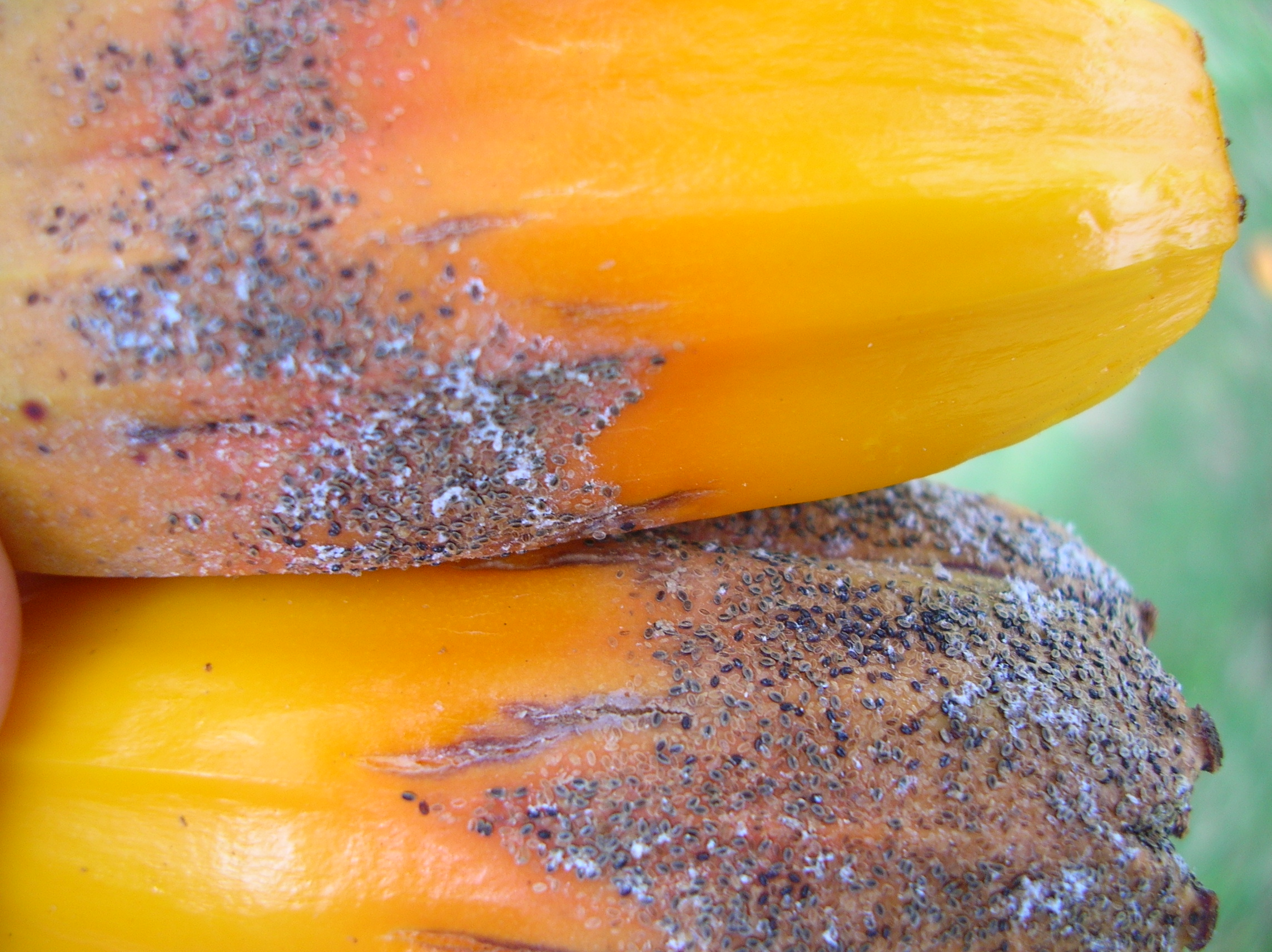
Owoce drzewa hala, stosowane do przygotowania lei przy zakończeniu (tradycjonalnego) hoʻoponopono na Molokaʻi

"Hoʻoponopono" jest objaśnione w Hawaiian Dictionary jako "mentalne oczyszczanie: rodzinne spotkania, podczas których, relacje między członkami rodziny były prostowane poprzez modlitwę, rozmowę, spowiedź, skruchę oraz wzajemne pojednanie i wybaczenie”. Dosłownie, hoʻo znaczy "rozpocząć działanie".
Pono określa się jako: "dobroć, sprostowanie, moralność, moralne wartości, poprawna lub odpowiednia procedura, doskonałość, dobrobyt, dostatek, pomyślność, pożytek, naturalny stan rzeczy, powinność (moralna), stosowność, właściwość, słuszność, sprawiedliwość, cnotliwość, zadowolenie, uczciwość, zbawienie, perfekcyjny porządek, precyzyjność, dokładność, poprawność, powinność, konieczność odczucia ulgi, usatysfakcjonowanie".
Ponopono oznacza "uporządkowanie, sprostowanie, aranżować, układać, regulować, ulepszać, dopasowywać, rewidować, ustawiać".
Największa hawajska uczona Mary Kawena Pukui pisała, że obrzęd ten znany był w starożytnych Hawajach co znajduje potwierdzenie także w ustnych przekazach, które pamiętają najstarsi. Pukui (ur. 1895) opisała swoje doświadczenia i obserwacje z dzieciństwa w swojej książce z 1958 r. Max Freedom Long, który żył na Hawajach od 1917 do około 1926 r., udokumentował stosowanie tradycjonalnego hoʻoponopono przez rodziny hawajskie w swojej książce z 1936 r.
Mimo że słowo "hoʻoponopono" nie było używane wcześniej na wyspach, hawajscy historycy udokumentowali wiarę w choroby spowodowane łamaniem kapu lub prawa duchowego. Innymi słowy choroby nie mogą zostać wyleczone, dopóki chory nie odpokutuje za swoje przewinienie. Zwykle pomagał w tym modlący się kapłan (kahuna pule) lub uzdrawiający kapłan (kahuna lapaʻau). O wybaczenie proszono wyłącznie bóstwa lub osoby, z którymi się wiodło jakiś spór.
Pukui opisała to jako zwyczaj spotkań członków dalszej rodziny w celu naprawienia uszkodzonych więzów rodzinnych. Niektóre rodziny spotykały się codziennie lub co tydzień, żeby zapobiec wybuchaniu problemów. Spotykano się też, gdy ktoś zachorował, wierząc, że powodem choroby był gniew, wina, wzajemne oskarżanie i brak wybaczenia. Kupuna Nana Veary pisała, że jeśli któreś dziecko w jej rodzinie chorowało, jej babka pytała rodziców "Co zrobiliście?" Wierzyli, że wyzdrowienie może nastąpić tylko po całkowitym wybaczeniu w całej rodzinie.
Hoʻoponopono koryguje, przywraca i utrzymuje poprawne stosunki wśród członków rodziny i jej "rodzinnych" bogów lub boga, poprzez dotarcie do przyczyn i źródeł problemów. Zwykle jest prowadzone przez najstarszego członka rodziny. On lub ona gromadzą się razem z całą rodziną. Jeśli rodzina nie jest w stanie przebrnąć przez jakiś problem, zwraca się do innej zaufanej i szanowanej osoby znającej tę tradycję.
Proces zaczyna się modlitwą. Dokonuje się opisu problemu, podsumowuje go i dyskutuje nad przewinieniem. Wymagane jest gruntowne przemyślenie i współpraca, a nie "kurczowe trzymanie się winy". Poświęca się też czas na refleksje nad gmatwaniną emocji i urazów. W końcu następuje spowiedź, skrucha i wybaczenie. Każdy uwalnia (kala) każdego, wybaczając mu. Odcinają się od przeszłości ('oki) i razem dokonują ceremonialnego zamknięcia wydarzenia ucztą, zwaną pani, podczas której jedzą wodorosty kala (limu kala) symbolizujące uwolnienie.
Zakończeniem rytuału stosowanego przez rodzinę kahuna Makaweliweli z wyspy Moloka'i jest symboliczne podanie lei wykonanej z owoców drzewa hala.
"Ciocia" Malia Craver, która współpracowała przez 30 lat z Queen Lili'uokalani Children Centers (QLCC), nauczała tradycyjnego hoʻoponopono. W dniu 30 sierpnia 2000 r. mówiła o tym w Organizacji Narodów Zjednoczonych.

## Współczesne zastosowanie

### Zastosowanie tradycyjne
Pod koniec XX wieku sąd na Hawajach zaczął nakazywać młodocianym i pełnoletnim przestępcom pracować ze starszyzną, która by prowadziła hoʻoponopono dla ich rodzin. Hoʻoponopono jest prowadzone metodą tradycyjną przez specjalizującą się w tym osobę, którą dana rodzina wybiera z listy przedstawionej przez władze.
Niektórzy rodowici Hawajczycy dokonują tego rytuału w celu udzielenia pomocy klientom, którzy w przeciwnym wypadku szukaliby doradztwa rodzinnego.

### Uwolnienie od Karmy

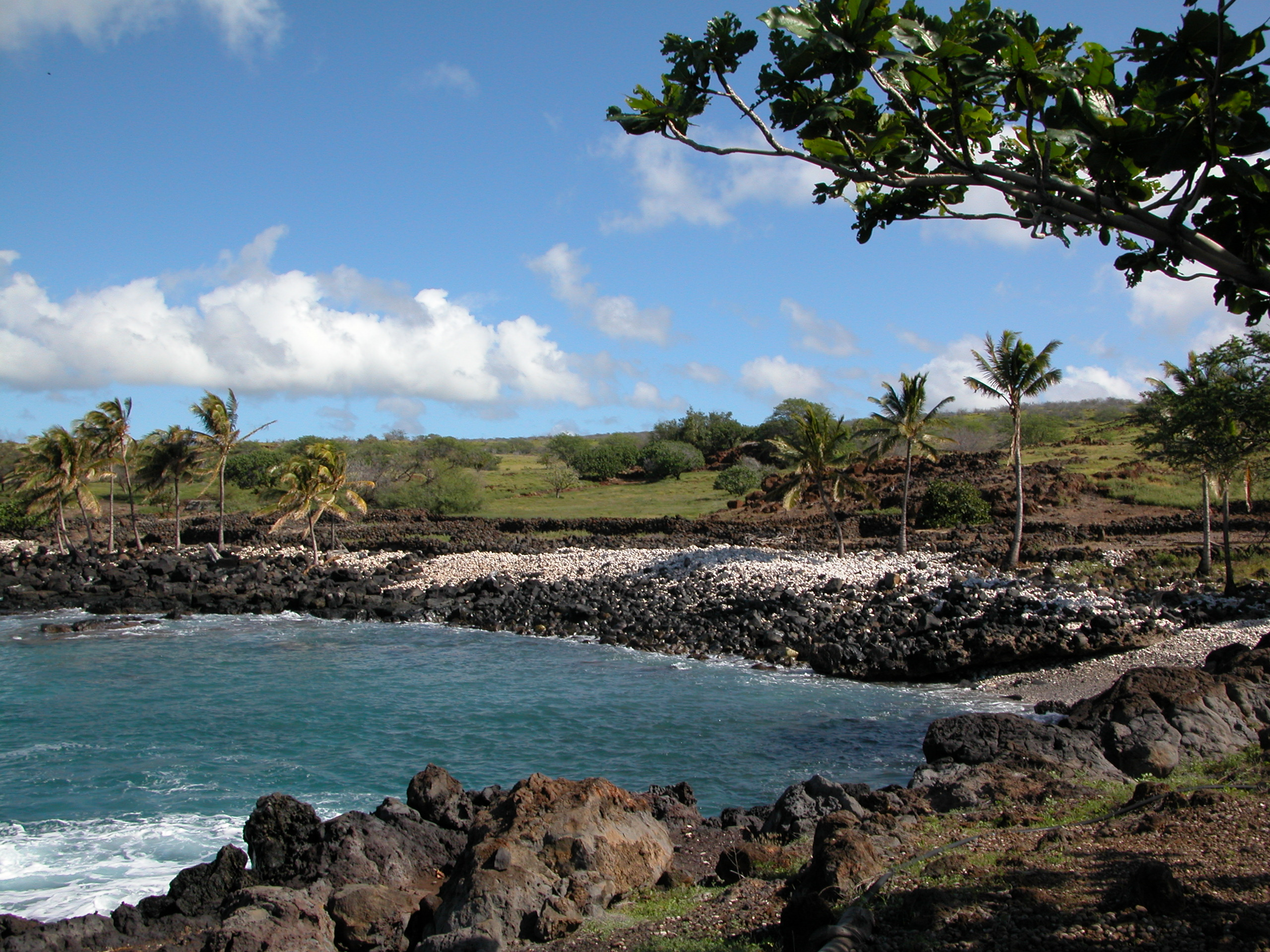
Widok na częściowo odnowione pozostałości wioski Koaiʻe w Lapakahi State Historical Park wysp hawajskich, północny dystrykt Kohala. Na początku XX wieku, wioska ta była centrum lapaʻau.

W 1976 roku Morrnah Simeona, uznana za uzdrawiającą kapłankę kahuna lapaʻau), zaadaptowała i zmodyfikowała proces hoʻoponopono dostosowując go do dzisiejszych potrzeb i realiów.
Bazując na hawajskiej tradycji, jej własnego chrześcijańskiego katolicko-protestanckiego wychowania i nawiązując do filozofii Indii i Chin, oraz osiągnięć Edgara Cayce'a, udało jej się stworzyć psychoduchowe, bardziej "samoobsługowe" hoʻoponopono. Proces może przeprowadzać jedna osoba. Obecność całej rodziny i kapłana nie jest wymagana. W przeciwieństwie do tradycji hawajskich, opisuje ona problem jako negatywne skutki Karmy, mówiąc że "trzeba samemu przeżyć to, co się uczyniło wobec innych" i sami jesteśmy twórcami okoliczności w swoim życiu. Każdy niewłaściwy czyn jest notowany w naszym umyśle i odzwierciedla się w każdej istocie i przedmiocie, który był obecny przy powstaniu przyczyny. Ponieważ Prawo Przyczyny i Skutku rządzi wszystkim w życiu i każdym życiem, celem jej wersji jest głównie "uwolnienie nieszczęśliwych, negatywnych doświadczeń w poprzednich reinkarnacjach, oraz rozwiązanie i usunięcie traumy w banku pamięci". Więzy karmiczne utrudniają rozwój umysłu i dlatego "by osiągnąć rozwój duchowy wymagane jest karmiczne oczyszczanie". Stosowanie jej czternastostopniowego procesu pozwala na rozwiązanie tych więzów. Simeona nie stosowała ani mantry, ani ćwiczeń kondycyjnych.
Nauki Simeony obejmują: Stwórcę Boskiego, który troszczy się o spełnienie altruistycznych potrzeb człowieka; "gdy zdanie 'I tak się stało' będzie wypowiedziane po modlitwie, oznacza to, że praca człowieka jest zakończona i rozpoczyna się praca Boska." 'Self-Identity' (Samo-Tożsamość) oznacza, że trzy części lub aspekty świadomości są zrównoważone i powiązane ze Stwórcą Boskim. Egoistyczne modlitwy, ze względu na ich niskie wibracje, docierają jedynie do poziomu astralnego (poziom pragnień i tęsknot); z tego poziomu świadomości spełniają się osobiste życzenia o charakterze materialnym. "Modlitwy altruistyczne, w których modlimy się o uwolnienie innych istot i przedmiotów, ze względu na swoje wysokie wibracje sięgają poziomu Boskości lub Kosmosu. Z tego poziomu napływa Boska energia lub Boska mana", która transformuje negatywną część pamięci związaną z danym problemem w Czyste Światło u wszystkich współuczestników, niezależnie od płaszczyzny ich istnienia, i "wszystko zostaje uwolnione". Dzięki takiej transformacji, problemy zanotowane w pamięci tracą energię i swój wpływ na skutki fizyczne, rozpoczyna się proces uzdrowienia lub zrównoważenia.
W tym sensie Mana Simeony jest uzdrawiającą i równoważącą energią i ma odmienne znaczenie od tradycjonalnego polinezyjskiego zrozumienia Many.

### Stworzenie stanu Zerowego
Po śmierci Simeony, jej uczeń i osoba wspomagająca Simeonę w wykładach, Stan Ihaleakala Hew Len, współator książki naucza nadal Hoʻoponopono. Ma jednak trochę inne zdanie na proces oczyszczenia, niż Morrnach Simeona. W książce stara się przekazać, że głównym celem Hoʻoponopono jest osiąganie "stanu zerowego, gdzie nie ma żadnych ograniczeń. Żadnych wspomnień. Żadnej tożsamości.". Aby osiągnąć ten stan, który jest określony przez Lena jako Self-I-Dentity, należy stale powtarzać mantrę "Przepraszam. Wybacz mi, proszę. Dziękuję. Kocham Cię." Len uczy zasady 100% odpowiedzialności, podejmowania odpowiedzialności za czyny każdej innej osoby, a nie tylko odpowiedzialności za swoje własne czyny. Pisze, że jeśli ktoś weźmie pełną odpowiedzialność za własne życie, wtedy wszystko co będzie widzieć, słyszeć, smakować, dotykać lub w jakikolwiek sposób doświadczać, jest jego odpowiedzialnością, ponieważ spotyka to w swoim życiu. Problem nie tkwi w naszej zewnętrznej rzeczywistości, ale w nas samych. Całkowita odpowiedzialność mówi, że wszystko co istnieje, jest projekcją tego, co się znajduje wewnątrz człowieka. Jest to zmodyfikowaną wersją filozofii solipsyzmu.

## Pacifica Seminars
Morrnah Simeona założyła Pacifica Seminars i rozpoczęła prowadzenie seminariów Hoʻoponopono w Niemczech. Dr Stan Ihaleakala Hew Len i inni członkowie Pacifica Seminars byli asystentami Morrnah'y, ale Hew Len prowadzi seminaria w inny sposób niż Pacifica Seminars. Dr Hew Len zdecydował uczyć Hoʻoponopono według nowej metody, niezgodnej z tym, czego Morrnah uczyła. Natomiast członkowie Pacifica Seminars kontynuują nauczanie Hoʻoponopono według oryginalnego procesu. Pacifica Seminars nadal istnieje i obecnie działa w Niemczech, Niderlandach, Polsce, Francji i Danii. Pierwszy kurs odbył w Polsce, w dniach 14 i 15 października 1989 roku, w salach SGPiS. Morrnah Simeona prowadziła go wspólnie ze Stanem Haleakala Hewlen. Tłumaczką była Anna Kligert, ich ówczesna uczennica. 
Różnica między metodami Hew Len'a i Morrnah Simony polega na tym, że dr Hew Len próbuje osiągać "stan zerowy" powtarzając bez przerwy mantrę "Przepraszam. Wybacz mi, proszę. Dziękuję. Kocham Cię." skierowując słowa do Boskości. Natomiast oryginalny starożytny 12 stopniowy proces według Morrnah Simony czyści wszystkie powiązania pomiędzy uczestnikami danego problemu, w tym istoty żywe oraz przedmioty, i proces ten jest w stanie przeciąć (haw. oki) wszystkie negatywne lub niechciane powiązania (nazwane sznurami Aka).